# 富平市场站
富平市場站（：／ Bupyeong-sijang yeok */?）是仁川地鐵1號線沿線的一座地下車站，位於韓國仁川廣域市富平區富平洞，韓語副站名為「韓基眼科醫院」（한길안과병원）。

## 車站結構
站體為2面2線側式月台的地下車站，候車月台設有月台幕門，並有4處出口。
本站無法轉乘對向列車。

### 月台配置
| 富平區廳 ↑ |
| \| 上      |
| ↓ 富平     |

| 月台 | 路線               | 目的地                                                 |
| ---- | ------------------ | ------------------------------------------------------ |
| 上行 | ●仁川都市鐵道1號線 | 富平區廳、橘峴、桂陽方向                               |
| 下行 | ●仁川都市鐵道1號線 | 富平、源仁齋、東幕、國際業務園區、松島月光慶典公園方向 |

## 歷史
- 1999年10月6日：落成啟用。

## 車站周邊
- 富平郵局
- 富平市場
- 富平中央醫院
- 韓基眼科醫院
- 富平區衛生所
- 仁川北部教育支援廳
- 仁川商會
- 韩亚银行
- 國民銀行
- SC第一銀行（朝鲜语：한국스탠다드차타드은행）

## 相鄰車站
仁川交通公社
●仁川都市鐵道1號線
富平區廳（I118）－富平市場（I119）－富平（I120）